# أنا والأقباط والعذراء (فلم)
أنا والأقباط والعذراء هو فيلم وثائقي عرض في عام 2011 وكان من إخراج نمر عبد المسيح.

## القصة
نمر مصري قبطي ويعيش الآن في فرنسا. عندما يتحدد موعد الاجتماع العائلي فإنه يشتري شريط فيديو قديم سجل قبل سنوات عديدة في عطلة دينية في قريته عندما قالت والدته أنها رأت مريم العذراء. يدرك نمر أن بين يديه موضوعا مثيرا للاهتمام جدا لفيلم وثائقي: فهو يقنع منتجه بأنها فكرة جيدة وينطلق في رحلة تعود به إلى أصوله ويضع مهنته كمخرج للاختبار. ومع ذلك لم يعتمد على والدته بطلة الرواية الحقيقية للقصة. في نهاية المطاف في مسقط رأسها فإنها تعود للظهور بمساعدة القرويين الآخرين.

## الانتقاد
- عرض في مهرجان تريبيكا السينمائي لعام 2012 ومهرجان سينما أفريكانو والمهرجان الدولي للأفلام الوثائقية لعام 2012 ومهرجان كراكوف السينمائي لعام 2012 ومهرجان كان السينمائي لعام 2012[2][3][4][7][9] ومهرجان سيدني السينمائي لعام 2013.[6][11]
- قارنت مجلة فاريتي بين الأقلية القبطية في مصر والأقلية المصرية في فرنسا وأثنت على التحرير. أما بالنسبة لمجلة سلانت فإن الظهور المرتقب وضع تقييم للفيلم «ذروة مرضية». أشادت مدونة هافينغتون بوست بقرار المخرج بالاحتفاظ باللقطات التي تم تصويرها في عام 2010 قبل ثورة 25 يناير المصرية عام 2011. أما بالنسبة لمجلة أمريكا فإن الأقباط يقفون معا من خلال إحساس مشترك بالامتناع عن الذات والإيمان الثابت «وهو الإيمان الذي لا يزال يشكل قوة حشد للأقباط على الشاشة على الرغم من وضع الضحية كأقلية دينية».[12]